# Les Crevades
Les Crevades és un poble ubicat al terme municipal de les Useres, a la comarca valenciana de l'Alcalatén. L'any 2009 tenia 132 habitants.
És un dels masos i poblacions disseminades que existeixen per aquesta zona de l'Alcalatén, i tot pertànyer a les Useres, està situat a la vora de la CV-170, entre la Pelejaneta (pedania de la Vall d'Alba) i Atzeneta del Maestrat.
Com a lloc d'interés hi destaca l'Ermita de Sant Antoni, construïda a principis de la dècada dels 20, al segle xx, a iniciativa del mestre d'escola de l'època. Es tracta d'una capella de només 4 metres de longitud per 3 d'amplària, adossada al lateral d'una masia. Compta amb una coberta de teixes amb un sola vessant. El frontó és asimètric i escalonat, amb una espadanya de gran mida amb campana. A l'interior, hi destaca una imatge del sant.
Les seues festes anuals són per Sant Antoni i més recentment, Sant Pasqual Bailón, al mes de juny.